# Bains-sur-Oust
Bains-sur-Oust es una comuna francesa situada en el departamento de Ille y Vilaine, en la región de Bretaña. 

## Demografía
| 2081 | 2100 | 2400 | 2610 | 2815 | 3021 | 3521 |
| Para los censos de 1962 a 1999 la población legal corresponde a la población sin duplicidades (Fuente: INSEE [Consultar]) |      |      |      |      |      |      |